# Volcán (distrito de Costa Rica)
Volcán es un distrito del cantón de Buenos Aires, en la provincia de Puntarenas, de Costa Rica.

## Geografía
Volcán cuenta con un área de 187,41 km² y una altitud media de 418 m s. n. m.

## Demografía
Para el año 2022, Volcán cuenta con una población estimada de 4224 habitantes, y para el último censo efectuado, en 2011, Volcán contaba con una población de 3815 habitantes.

## Localidades
- Poblados: Altamira, Ángel Arriba, Bajos del Río Grande, Cacao, Convento, Cordoncillo, Los Ángeles, Longo Mai, Peje, Quebradas, Río Grande, Sabanilla, Sonador, Tarise, Tres Ríos, Ultrapez, Volcán, Guayabal, y La Maura.

## Transporte

### Carreteras
Al distrito lo atraviesan las siguientes rutas nacionales de carretera:
- Ruta nacional 2
- Ruta nacional 610